# Вассенах
Вассенах (нем. Wassenach) — община в Германии, в земле Рейнланд-Пфальц. 
Входит в состав района Арвайлер. Подчиняется управлению Брольталь.  Население составляет 1118 человек (на 31 декабря 2010 года). Занимает площадь 6,16 км².